# José Moya
José David Moya Rojas (Gigante, Huila, Colombia; 7 de agosto de 1992) es un futbolista colombiano que juega de defensa en el Deportivo Pereira de la Categoría Primera A.
Su padre Rodrigo Moya también fue futbolista y militó en América de Cali y Atlético Huila. Además tiene un hijo llamado Dylan Tobón que va por su mismo camino. 

## Trayectoria

### Inicios
José David Moya nació en el municipio de Gigante, en el departamento del Huila, al occidente de Colombia. Allí empezó a jugar a fútbol siendo un niño. Empezó en una escuela de fútbol llamada El Pibe, y de allí pasó a la Liga del Huila. Después, se trasladó a la ciudad de Neiva; donde terminó su bachillerato y jugó en las divisiones inferiores del Atlético Huila.

### Atlético Huila
Después de haber jugado en varios equipos juveniles, Moya debutó como profesional con el Atlético Huila en el 2012. Con el equipo de su región, jugó algunos partidos.

### Leones
Cuándo en el segundo semestre del 2012, llegó al Atlético Huila el entrenador Álvaro de Jesús Gómez; quien decidió que no iba a contar con él, y le consiguió una prueba en Deportivo Rionegro (Leones). Así pues, el huilense fue al equipo antioqueño y tras entrenar por un tiempo, quedó en el equipo profesional. Sin embargo, Moya debutó con el equipo antioqueño hasta el 2013. En su primer año, jugó algunos partidos; y con el paso del tiempo se ganó un puesto en la titular. Los años 2014, y 2015; el defensor se convirtió en uno de los jugadores importantes del equipo, en el cual destacó y se convirtió en capitán. En el equipo antioqueño, tuvo buenos partidos por lo que a principios del 2016, fue contratado por el Cortuluá.

### Cortuluá
Gracias a su buen rendimiento en Deportivo Rionegro, pasó a jugar al Cortuluá. En el equipo vallecaucano, jugó nada más por el primer semestre del 2016, teniendo un buen rendimiento y ayudando a su equipo a llegar hasta las semifinales del Torneo Apertura. Luego de su gran semestre en el Cortuluá, fue contratado por Independiente Santa Fe, de Bogotá.

### Santa Fe
Luego de un gran semestre en el Cortuluá, Moya llegó a Independiente Santa Fe a mediados del 2016. En el equipo cardenal, empezó siendo una alternativa, pero con la llegada del técnico argentino Gustavo Costas; se convirtió en titular y en un jugador importante dentro del equipo. Con Santa Fe, el huilense ganó sus primeros títulos como jugador profesional, cuándo el club ganó la Copa Suruga Bank en Japón, y el Campeonato Colombiano a finales del 2016, siendo una de las figuras dentro de la nómina del equipo bogotano, que consiguió el noveno título de su historia.

### Deportes Tolima
En enero del 2022 se confirmó su regreso como jugador del equipo vinotinto y oro para jugar en las siguientes temporadas.

## Clubes
| Club            | País      | Año         |
| --------------- | --------- | ----------- |
| Atlético Huila  | Colombia  | 2012        |
| Leones          | Colombia  | 2013 - 2015 |
| Cortuluá        | Colombia  | 2016        |
| Santa Fe        | Colombia  | 2016 - 2019 |
| Deportes Tolima | Colombia  | 2019 - 2020 |
| Santa Fe        | Colombia  | 2020        |
| Huracán         | Argentina | 2021        |
| Deportes Tolima | Colombia  | 2022        |
| Club Guaraní    | Paraguay  | 2023- Act   |

## Estadísticas
| Atlético Huila · Colombia | 1ª            | 2012          | 0   | 0  | 6  | 0 | -  | - | 6   | 0  | 0,00 |
| Atlético Huila · Colombia | Total club    | Total club    | 0   | 0  | 6  | 0 | 0  | 0 | 6   | 0  | 0,00 |
| Leones · Colombia | 2ª            | 2013          | 14  | 1  | 7  | 1 | -  | - | 21  | 2  | 0,09 |
| Leones · Colombia | 2ª            | 2014          | 27  | 3  | 3  | 0 | -  | - | 30  | 3  | 0,10 |
| Leones · Colombia | 2ª            | 2015          | 27  | 3  | 2  | 0 | -  | - | 29  | 3  | 0,10 |
| Leones · Colombia | Total club    | Total club    | 68  | 7  | 12 | 1 | 0  | 0 | 80  | 8  | 0,10 |
| Cortuluá · Colombia | 1ª            | 2016          | 23  | 2  | 0  | 0 | -  | - | 23  | 2  | 0,08 |
| Cortuluá · Colombia | Total club    | Total club    | 23  | 2  | 0  | 0 | 0  | 0 | 23  | 2  | 0,08 |
| Santa Fe · Colombia | 1ª            | 2016          | 11  | 1  | 1  | 0 | 0  | 0 | 12  | 1  | 0,08 |
| Santa Fe · Colombia | 1ª            | 2017          | 19  | 1  | 3  | 1 | 4  | 0 | 26  | 2  | 0,07 |
| Santa Fe · Colombia | 1ª            | 2018          | 17  | 2  | 3  | 1 | 6  | 0 | 24  | 3  | 0,12 |
| Santa Fe · Colombia | 1ª            | 2019          | 15  | 1  | 4  | 0 | -  | - | 19  | 1  | 0,05 |
| Santa Fe · Colombia | Total club    | Total club    | 62  | 5  | 11 | 2 | 10 | 0 | 81  | 7  | 0,08 |
| Deportes Tolima · Colombia | 1ª            | 2019          | 21  | 1  | 6  | 1 | 0  | 0 | 27  | 2  | 0,07 |
| Deportes Tolima · Colombia | 1ª            | 2020          | 6   | 0  | 0  | 0 | 4  | 0 | 10  | 0  | 0,00 |
| Deportes Tolima · Colombia | Total club    | Total club    | 27  | 1  | 6  | 1 | 4  | 0 | 37  | 2  | 0,05 |
| Santa Fe · Colombia | 1ª            | 2020          | 6   | 0  | 2  | 0 | -  | - | 8   | 0  | 0,00 |
| Santa Fe · Colombia | Total club    | Total club    | 6   | 0  | 2  | 0 | 0  | 0 | 8   | 0  | 0,00 |
| CA Huracán Argentina | 1ª            | 2021          | 16  | 2  | 1  | 0 | -  | - | 17  | 2  | 0,11 |
| CA Huracán Argentina | Total club    | Total club    | 16  | 2  | 1  | 0 | 0  | 0 | 17  | 2  | 0,11 |
| Deportes Tolima · Colombia | 1ª            | 2022          | 19  | 0  | 4  | 0 | 7  | 0 | 30  | 0  | 0,0  |
| Deportes Tolima · Colombia | Total club    | Total club    | 19  | 0  | 4  | 0 | 7  | 0 | 30  | 0  | 0,0  |
| Total carrera | Total carrera | Total carrera | 221 | 17 | 42 | 4 | 21 | 0 | 284 | 21 | 0,08 |
| (1) Incluye datos de la Copa Colombia ; Superliga de Colombia (2) Incluye datos de Copa Sudamericana / Copa Libertadores. (3) No incluye goles en partidos amistosos. |               |               |     |    |    |   |    |   |     |    |      |

## Palmarés

### Campeonatos nacionales
| Título                | Club                   | País     | Año  |
| --------------------- | ---------------------- | -------- | ---- |
| Categoría Primera A   | Independiente Santa Fe | Colombia | 2016 |
| Superliga de Colombia | Independiente Santa Fe | Colombia | 2017 |
| Superliga de Colombia | Deportes Tolima        | Colombia | 2022 |

### Campeonatos internacionales
| Título                     | Club                   | País           | Año  |
| -------------------------- | ---------------------- | -------------- | ---- |
| Copa J.League-Sudamericana | Independiente Santa Fe | Kashima, Japón | 2016 |